# Ibrahim-al-Khalil-Moschee
Die Ibrahim-al-Khalil-Moschee (deutsch: Abraham, der Freund Gottes) ist ein Gebetsort für Muslime in der Colditzstraße in Berlin-Tempelhof.
Betrieben wird die Moschee vom Verein Islamische Gemeinschaft Ibrahim Al Khalil Moschee – Berlin e. V. Sie wurde im Dezember 2013 eröffnet.

## Gebetsräume und Veranstaltungen
Die Moschee hat eine Fläche von ca. 2500 Quadratmetern. In den Räumen finden täglich die rituellen Gebete sowie Religionsunterricht statt.

## Verbindungen zum Salafismus
Die Moschee und sieben Wohnungen wurden im September 2015 von der Berliner Polizei mit fast vierhundert Beamten durchsucht.
Die Generalstaatsanwaltschaft und das Landeskriminalamt Berlin ermitteln seit 2014 gegen den Imam Abdel Qader D. aus Marokko. Er wird verdächtigt, Dritte dazu angestiftet zu haben, sich im Syrischen Bürgerkrieg auf Seiten militant-djihadistischer Gruppen am bewaffneten Kampf gegen die Assad-Regierung zu beteiligen.
Der Verfassungsschutzbericht 2014 nennt den Imam, weil er in seinen Predigten zu Terror und Gewalt aufgerufen haben soll.